# トレモント (競走馬)
トレモント（Tremont、1884年 - 1898年?）は、19世紀のアメリカ合衆国で競走生活を送ったサラブレッドの競走馬、および種牡馬。怪我により大競走を経験する前に引退したが、2歳時に無類の強さで13連勝を飾る伝説的な成績を残した。

## 経歴
フランク・マッケイブ調教師のもとで2歳のときにデビューを飾り、それ以降の13戦にすべて勝利するという驚異的な記録を残した。この2歳時に13戦全勝という記録は現在でも破られていない大記録で、また稼いだ賞金39,135ドルも当時の2歳賞金レコードであり、これもしばらく破られることがなかった。いずれの競走での勝ち方も強く、全競走で平均して約6馬身の差をつけていた。
同馬の所有者であるドワイヤー兄弟は、当時所有馬を使いづめることでも有名な馬主であり、トレモントもわずか10週間の間で13戦を消化した。しかしさすがに過度の連戦が祟り、3歳シーズンを迎える前についに故障、そのまま競走馬としての再起は叶わず引退した。
引退後は種牡馬となっているが、これといった成績を残すことはなかった。1898年が産駒の最後の世代であり、この頃に没したものと考えられている。
引退した1887年、ドワイヤー兄弟は当時所有していたグレーブセンド競馬場に、同馬の名を冠した「トレモントステークス」を創設した。現在ではベルモントパーク競馬場に移され、2歳限定のG3競走として施行されている。

## 評価

### 主な勝鞍
※当時はグレード制未導入
1886年（2歳） 13戦13勝
ジュヴェナイルステークス、ジュニアチャンピオンステークス、フォームステークス、スプリングステークス、サーフステークス、ゼファーステークス、シークエンスステークス、パドックステークス、ジューンステークス、グレートポストステークス、グッバイステークス、アトランティックステークス、タイロステークス

### 年度代表馬
- 1886年 - アメリカ最優秀2歳牡馬（後年の選定による）

## 血統表
| トレモントの血統（グレンコー系（ヘロド系） / Tramp 父内5x5=6.25%） | トレモントの血統（グレンコー系（ヘロド系） / Tramp 父内5x5=6.25%） | トレモントの血統（グレンコー系（ヘロド系） / Tramp 父内5x5=6.25%） | （血統表の出典）      | （血統表の出典） |
| 父 Virgil 1864 青鹿毛 アメリカ                                     | 父の父Vandal 1850 鹿毛 アメリカ                                    | Glencoe                                                            | Sultan                | Sultan           |
| 父 Virgil 1864 青鹿毛 アメリカ                                     | 父の父Vandal 1850 鹿毛 アメリカ                                    | Glencoe                                                            | Trampoline            |                  |
| 父 Virgil 1864 青鹿毛 アメリカ                                     | 父の父Vandal 1850 鹿毛 アメリカ                                    | Tranby Mare                                                        | Tranby                | Tranby           |
| 父 Virgil 1864 青鹿毛 アメリカ                                     | 父の父Vandal 1850 鹿毛 アメリカ                                    | Tranby Mare                                                        | Lucilla               |                  |
| 父 Virgil 1864 青鹿毛 アメリカ                                     | 父の母Hymenia 1851 鹿毛 アメリカ                                   | Yorkshire                                                          | St. Nicholas          | St. Nicholas     |
| 父 Virgil 1864 青鹿毛 アメリカ                                     | 父の母Hymenia 1851 鹿毛 アメリカ                                   | Yorkshire                                                          | Miss Rose             |                  |
| 父 Virgil 1864 青鹿毛 アメリカ                                     | 父の母Hymenia 1851 鹿毛 アメリカ                                   | Little Peggy                                                       | Cripple               | Cripple          |
| 父 Virgil 1864 青鹿毛 アメリカ                                     | 父の母Hymenia 1851 鹿毛 アメリカ                                   | Little Peggy                                                       | Peggy Stewart         |                  |
| 母 Ann Fief 1876 青鹿毛 アメリカ                                   | 母の父Alarm 1869 鹿毛 アメリカ                                     | Eclipse II                                                         | Orlando               | Orlando          |
| 母 Ann Fief 1876 青鹿毛 アメリカ                                   | 母の父Alarm 1869 鹿毛 アメリカ                                     | Eclipse II                                                         | Gaze                  |                  |
| 母 Ann Fief 1876 青鹿毛 アメリカ                                   | 母の父Alarm 1869 鹿毛 アメリカ                                     | Maud                                                               | Stockwell             | Stockwell        |
| 母 Ann Fief 1876 青鹿毛 アメリカ                                   | 母の父Alarm 1869 鹿毛 アメリカ                                     | Maud                                                               | Countess of Albemarle |                  |
| 母 Ann Fief 1876 青鹿毛 アメリカ                                   | 母の母Kate Walker 1868 青鹿毛 アメリカ                             | Embrys Lexington                                                   | Lexington             | Lexington        |
| 母 Ann Fief 1876 青鹿毛 アメリカ                                   | 母の母Kate Walker 1868 青鹿毛 アメリカ                             | Embrys Lexington                                                   | Bellamira             |                  |
| 母 Ann Fief 1876 青鹿毛 アメリカ                                   | 母の母Kate Walker 1868 青鹿毛 アメリカ                             | Carrie D                                                           | Don Juan              | Don Juan         |
| 母 Ann Fief 1876 青鹿毛 アメリカ                                   | 母の母Kate Walker 1868 青鹿毛 アメリカ                             | Carrie D                                                           | Romance F-No.A33      |                  |